# Jaco Pastorius
John Francis Anthony Pastorius III (Norristown, 1 de diciembre de 1951 - Fort Lauderdale, 21 de septiembre de 1987), conocido como Jaco Pastorius, fue un bajista, compositor, arreglista y productor estadounidense de funk, jazz fusión y jazz. Miembro de Weather Report desde 1976 hasta 1981. Trabajó con Pat Metheny, Herbie Hancock, Joni Mitchell y grabó álbumes como solista y líder de su propio grupo. Su técnica enfatizaba el funk, solos líricos, acordes en el bajo, e innovadores armónicos. Fue incluido en el Down Beat Jazz Hall of Fame en 1988, uno de los siete bajistas más reconocidos (y el único bajista reconocido siendo incluido en este grupo).

## Primeros años
John Francis Pastorius III nació el 1 de diciembre de 1951 en Norristown, Pensilvania, primer hijo de la ama de casa de ascendencia sueca y finlandesa Stephanie Haapala y del percusionista y cantante de orquesta de raíces alemanas e irlandesas Jack Pastorius. John Francis Pastorius I, abuelo paterno de Jaco, también se dedicaba a la música: tocaba el tambor en una banda de la localidad de Bridgeport, cerca de Filadelfia. Su hijo Jack siguió sus pasos y aprendió la ejecución del instrumento de percusión desde su infancia, convirtiéndose en un reconocido baterista en su natal Norristown.
Poco tiempo después del nacimiento de Jaco, la familia se trasladó a una zona conocida como King of Prussia, donde empezaron a referirse a él cariñosamente con el apodo de Jocko, en referencia a Jocko Conlan, un árbitro de la Liga Nacional de Béisbol.La pareja tuvo en 1953 a Gregory, su segundo hijo, y dos años después engendraron a un tercer hijo, a quien bautizaron Rory. Jack y Stephanie eran aficionados del jazz, y en especial de artistas como Count Basie, Benny Goodman, Tony Bennett y The Dorsey Brothers. El padre se convirtió en la primera influencia musical para Jaco y sus hermanos, quienes empezaron a interesarse en el jazz y en el sonido de las llamadas «Big bands».A los seis años de edad, Jaco acompañó a Jack en un escenario cantando «Come Fly With Me» de Frank Sinatra, lo que convenció al baterista del potencial de su hijo.
Las largas ausencias de Jack en el hogar por su vida como músico y sus problemas con el alcohol empezaron a deteriorar su relación con Stephanie. En 1959, cuando Jaco estaba cerca de cumplir ocho años, la familia se estableció en Oakland Park, Florida, cerca de Fort Lauderdale. Allí se inscribió en la primaria católica de St. Clement, y escogió el nombre de Anthony al momento de realizar su confirmación, por lo que pasó a llamarse oficialmente John Francis Anthony Pastorius III.
Por esa época empezó a trabajar como repartidor de periódicos, y con su salario compró una pequeña batería, que terminó reemplazando a unos bongós que tocaba con un par de baquetas. Empezó a interesarse en el bajo después de ver en vivo a un músico caribeño llamado Fish Ray, quien tocaba «una especie de bajo casero» en un hotel de la zona llamado Yankee Clipper. Otra de sus aficiones de infancia era el béisbol, e incluso a los once años integró el equipo de las estrellas de la liga infantil de su localidad.
A los doce años empezó a tocar la guitarra de su hermano Gregory, pero se sentía mucho más atraído por la batería. Un año después realizó su primera presentación en vivo como baterista en una banda escolar llamada The Sonics, que interpretaba versiones de canciones de The Beatles. A finales de 1964 se fracturó la muñeca izquierda mientras jugaba fútbol americano en la escuela, lo que frustró su carrera como baterista por la falta de fuerza en su brazo izquierdo.En una entrevista de 1983, Pastorius relató este suceso: «Tras romperme la muñeca, no pude volver a tocar con las baquetas. De los trece a los diecisiete años no pude sacar ni un solo sonido. Si le hubiera dado con fuerza, mi muñeca se habría roto en pedazos. Tras la lesión, se volvió de cristal».

## Carrera

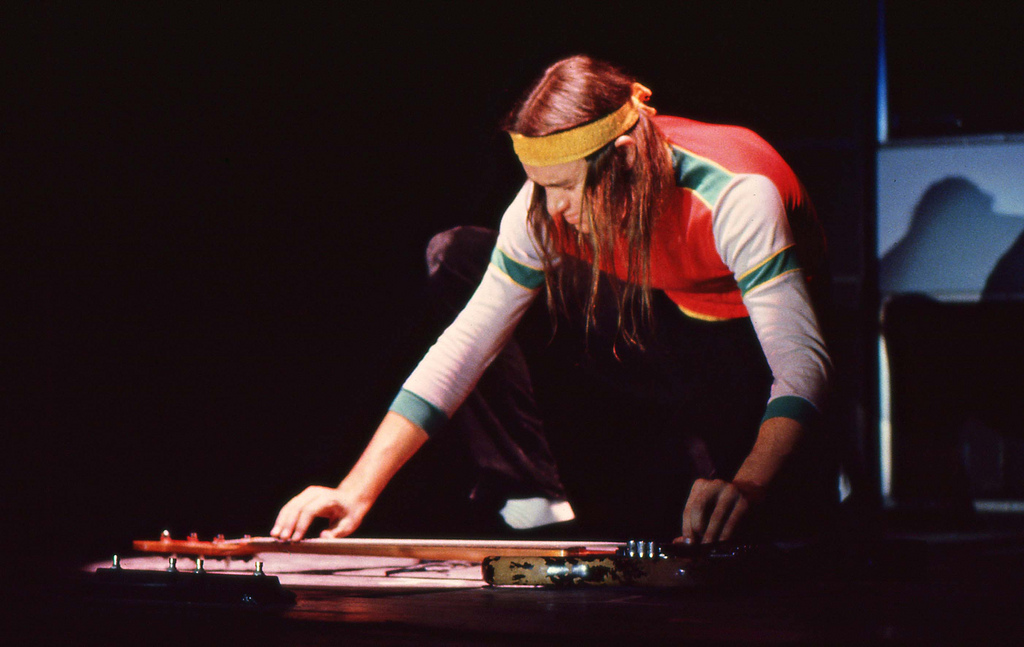
Jaco Pastorius, bajista, concierto 1980.

Pastorius formó su primera banda, llamada The Sonics (no se trata de la banda formada en Seattle que tiene el mismo nombre), acompañado de John Caputo y Dean Noel. Fue a la escuela secundaría Northeast High en Oakland Park, Florida. Fue un atleta talentoso, con habilidades en fútbol, baloncesto y béisbol, y empezó a aficionarse a la música a edad temprana. Se agregó el nombre de "Anthony" en su ceremonia de confirmación.
Amaba el béisbol, y en ocasiones lo veía con su padre. El nombre de Jaco fue inspirado por su amor a los deportes, como resultado de su admiración por el umpire Jocko Conlan, posteriormente cambió de "Jocko" a "Jaco", después de que el pianista Alex Darqui le enviase una nota. Darqui, que era francés, escribió "Jaco" en vez de Jocko. A Pastorius le gustó el cambio y adoptó el nuevo nombre artístico. Jaco Pastorius tenía un segundo apodo que le puso su hermano menor Gregory: "Mowgli", inspirado por el personaje del libro clásico infantil escrito por Rudyard Kipling, El libro de la selva. Gregory le puso este apodo en referencia a la incansable energía que tenía de niño. Más tarde, Pastorius estableció su compañía editora musical con el nombre de Mowgli Music.
Pastorius, siguiendo los pasos de su padre Jack, comenzó tocando una batería que adquirió con el dinero que ganaba en su trabajo de repartidor de periódicos, hasta que se lesionó la muñeca jugando al fútbol, a la edad de 13 años. El daño fue tan grande que requirió una cirugía correctiva y restringió su habilidad para tocar la batería. En esa época solía tocar con una banda local llamada "Las Olas Brass". Cuando el bajista Davin Neubauer decidió dejar la banda, Pastorius compró en la casa de empeño de la localidad un bajo por 15 dólares, y comenzó a aprender a tocarlo, con ayuda del baterista, pasando a ser el bajista de la banda.
En 1968–1969, a la edad de 17 años, Pastorius comenzó a apreciar el jazz, y ahorró lo suficiente para comprar un contrabajo. Teniendo dificultades para mantener en buenas condiciones este instrumento, debido al exceso de humedad de su casa de Florida (un día se percató de que su contrabajo se había agrietado), lo cambió por un bajo eléctrico Fender Jazz Bass de 1962, al que, a la postre, le quitó los trastes para acercarse al sonido del acústico. 
La primera oportunidad real de Pastorius ocurrió cuando se convirtió en el bajista de Wayne Cochran y los C.C. Riders. Él también participó en varias grabaciones locales de R&B y jazz, como por ejemplo, algunas con Little Beaver e Ira Sullivan.
En 1975 comenzó a hacerse más reconocido, cuando graba el disco Bright Size Life acompañando al guitarrista Pat Metheny, y permanece algún tiempo como bajista del grupo Blood, Sweat & Tears. Un año después, grababa su primer disco solista, titulado Jaco Pastorius, aclamado por la crítica y por sus colegas, y que lo llevó a los primeros planos de la escena jazzística internacional. Muchos consideran a este disco como de escucha imprescindible para los bajistas de todos los tiempos, por la riqueza técnica y la calidad de sus composiciones.
Jaco era un admirador del grupo de jazz fusion Weather Report, habiendo, en años anteriores a su debut discográfico, "acosado" al líder de dicho grupo, Joe Zawinul, para que le diera el puesto de bajista en la banda, con el argumento de que él era "el mejor bajista del mundo". Pese a la explicable resistencia inicial de Zawinul, finalmente Pastorius logró que escuchara una cinta con su música. Zawinul quedó muy impresionado sobre todo por el particular sonido de Pastorius, pensando en un primer momento que en la cinta que Pastorius le había dado, este había tocado un contrabajo. Al poco tiempo, el bajista de Weather Report de aquel momento, Alphonso Johnson, abandonó la banda y Zawinul le ofreció instantáneamente a Pastorius reemplazarlo.
Jaco tocó con Weather Report desde 1976 hasta 1981, grabando álbumes y realizando giras por distintos países del mundo. 
Después de dejar Weather Report, Jaco formó su propia banda, Word of Mouth, con la cual también grabó varios discos y realizó numerosas giras hasta el año 1983. Notables músicos fueron parte de aquella banda, entre ellos el baterista de Weather Report, Peter Erskine, el trompetista Randy Brecker, el saxofonista Bob Mintzer y el percusionista Don Alias.
A partir de mediados del año 1982 Jaco comenzó a sufrir las primeras manifestaciones de trastornos mentales, y se le diagnostica como maníaco depresivo. Los fármacos que le habían recetado para tratarse le impedían concentrarse, lo adormilaban, lo que le imposibilitaba componer; o peor aun, directamente le dormían los dedos, lo cual no le permitía tocar el bajo. Así que Jaco rehusó tratarse, cayendo en una espiral de conflictos familiares y conductas autodestructivas. 
Se volvió alcohólico, tomando por costumbre vagar por las calles y convivir con mendigos y vagabundos, de quienes se haría amigo tocando para ellos. Incluso el famoso bajo Fender Jazz Bass que Jaco utilizó tanto tiempo, le fue sustraído mientras jugaba un partido de baloncesto en las canchas de la calle 54 en Nueva York, ya que acostumbraba a dejarlo apoyado en un banco sin prestarle atención mientras jugaba. Como nota curiosa, este singular bajo fue adquirido de un coleccionista muchos años después por Robert Trujillo, bajista de la famosa banda Metallica. Jaco fue internado varias veces por sus trastornos maníaco depresivos, pudiendo pasar de la más absoluta depresión a un estado de euforia en cuestión de segundos. 
El 11 de septiembre de 1987, Pastorius, después de salir de la cárcel por robar un coche y conducirlo por una pista de atletismo (tampoco tenía permiso de conducir), intentó sabotear un concierto de Carlos Santana[cita requerida], donde tocaba en ese momento Alphonso Johnson, bajista a quien sustituyó once años atrás en Weather Report. Al ser obligado a abandonar el concierto, y en estado de embriaguez, se dirigió a un bar de la zona de donde fue expulsado, también a la fuerza, tras alborotar y sabotear otro concierto que se estaba realizando. Luc Havan, el vigilante de seguridad (versado en este tipo de enfrentamientos) al echarlo le propinó una paliza que lo dejó en estado de coma, con varias fracturas faciales y daños en el ojo derecho y el brazo izquierdo. Pocos días más tarde, Pastorius sufrió un derrame cerebral que acabó con su vida. El vigilante finalmente fue condenado, pero solo cumplió 4 meses de los 5 años a los que le habían condenado.

## Discografía

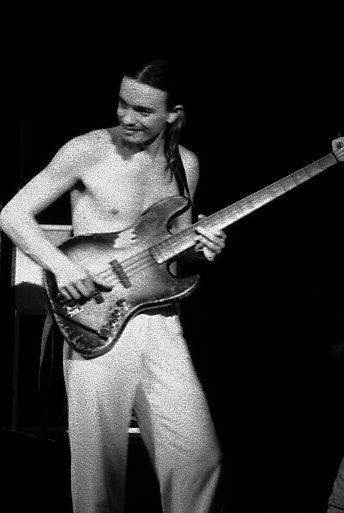
Con Weather Report en Toronto, Canadá, 1977.

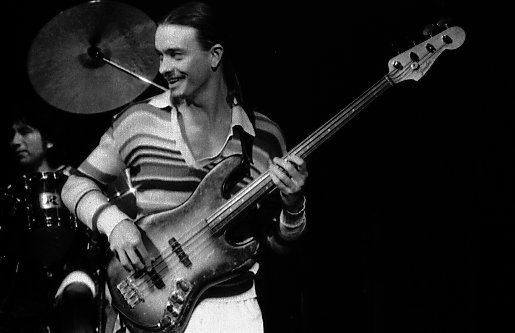
Con Weather Report en Toronto, Canadá, 1977.

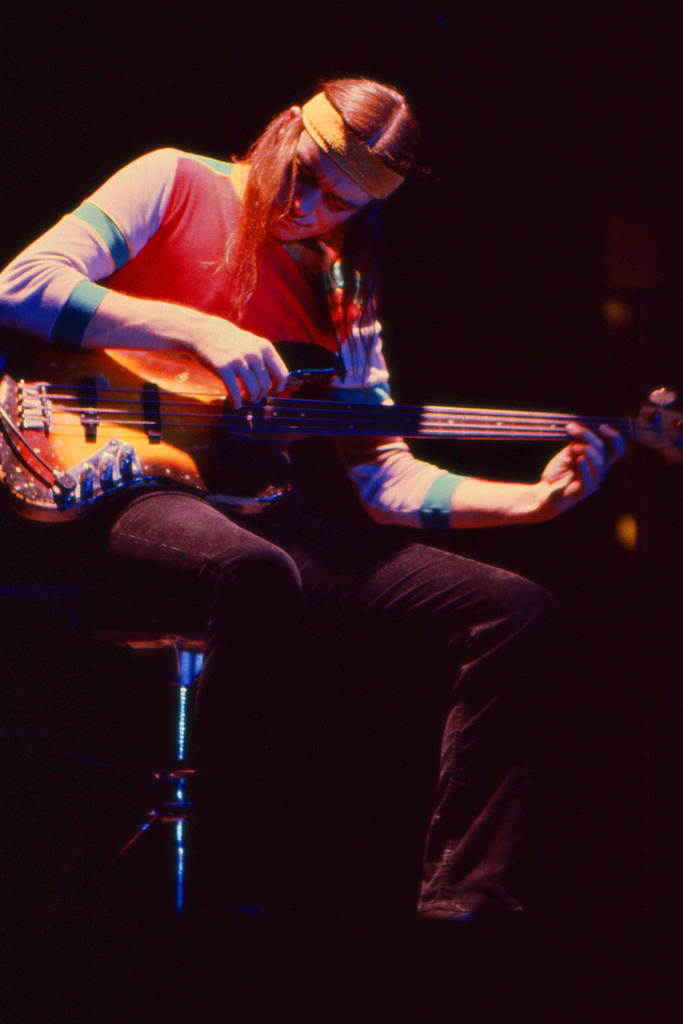
Jaco Pastorius en 1980.

### Trabajos previos
- 1974 - Party Down (Little Beaver)
- 1974 - Jaco (Pat Metheny, Paul Bley)
- 1976 - Bright Size Life (Pat Metheny)

### Otras participaciones
- 1976 - Land of the Midnight Sun (Al Di Meola)
- 1976 - Hejira (Joni Mitchell)
- 1977 - Don Juan's Reckless Daughter (Joni Mitchell)
- 1978 - Everyday Everynight (Flora Purim)
- 1978 - Sunlight (Herbie Hancock)
- 1979 - Mingus (Joni Mitchell)
- 1979 - Mr. Hands (Herbie Hancock)
- 1979 - Trio of Doom (John McLaughlin Tony Williams)[12]
- 1980 - Shadows And Light (Joni Mitchell)
- 1986 - Upside Downside (Mike Stern)

### Como solista
- 1976 - Jaco Pastorius
- 1981 - Word of Mouth
- 1981 - The Birthday Concert
- 1983 - Invitation
- 1984 - Live in New York City, Vol. 4: Trio 2
- 1985 - Live in New York City, Vol. 5: Raca
- 1986 - PDB
- 1991 - Live in Italy (Bireli Lagrene guitar y Thomas Borocz drums)
- 1990 - Live in New York City, Vol. 1: Punk Jazz
- 1991 - Live in New York City, Vol. 2: Trio
- 1991 - Live in New York City, Vol. 3: Promise Land
- 1998 - Best Improvisation
- 1998 - Holiday for Pans
- 1999 - Live in New York, Vol. 6
- 1999 - Live in New York, Vol. 7
- 2001 - Another side of Jaco Pastorius
- 2003 - Jaco Pastorius Big Band (Tributo)

### Con Weather Report
- 1976 - Black Market
- 1977 - Heavy Weather
- 1978 - Mr. Gone
- 1979 - 8:30
- 1980 - Night Passage
- 1982 - Weather Report